# Тунха (місто)
Т́унха (ісп. Tunja) – місто у центрі Колумбії, створене у 1539 році. Столиця департамента Бояка.

## Клімат
Місто знаходиться у зоні, котра характеризується морським кліматом. Найтепліший місяць — березень із середньою температурою 14.1 °C (57.4 °F). Найхолодніший місяць — липень, із середньою температурою 12.2 °С (54 °F).

## Історія

### Скарби чибча-муісків
Скарби, захоплені конкістадором Гонсало Хіменес де Кесада на території Колумбії у чибча-муісків, склали меншу кількість, ніж захоплене Франсиско Пісарро в інків, як видно з доповіді королівських чиновників Хуана де Сан Мартіна і Антоніо де Лебріху, які взяли особисту участь у поході (липень 1539).
| Клімат Тунхи            | Клімат Тунхи | Клімат Тунхи | Клімат Тунхи | Клімат Тунхи | Клімат Тунхи | Клімат Тунхи | Клімат Тунхи | Клімат Тунхи | Клімат Тунхи | Клімат Тунхи | Клімат Тунхи | Клімат Тунхи | Клімат Тунхи |
| Показник                | Січ.         | Лют.         | Бер.         | Квіт.        | Трав.        | Черв.        | Лип.         | Серп.        | Вер.         | Жовт.        | Лист.        | Груд.        | Рік          |
| Середній максимум, °C   | 19,1         | 19,3         | 19,2         | 18,4         | 17,3         | 16,4         | 16           | 16,5         | 17,3         | 17,9         | 18,2         | 18,4         | 17,8         |
| Середня температура, °C | 13,2         | 13,7         | 14,1         | 14,1         | 13,5         | 12,8         | 12,2         | 12,3         | 12,8         | 13,3         | 13,6         | 13,1         | 13,2         |
| Середній мінімум, °C    | 7,2          | 8,1          | 9            | 9,7          | 9,7          | 9,1          | 8,4          | 8,2          | 8,2          | 8,7          | 9            | 7,8          | 8,6          |
| Норма опадів, мм        | 16           | 29           | 55           | 77           | 84           | 58           | 46           | 42           | 54           | 85           | 69           | 31           | 646          |
| Днів з опадами          | 6            | 8            | 13           | 17           | 19           | 18           | 19           | 19           | 16           | 18           | 16           | 10           | 179          |
| ----------------------- | ------------ | ------------ | ------------ | ------------ | ------------ | ------------ | ------------ | ------------ | ------------ | ------------ | ------------ | ------------ | ------------ |
| Джерело: Weatherbase    |              |              |              |              |              |              |              |              |              |              |              |              |              |